# Кошарка за жене на Летњим олимпијским играма 1988.
Кошаркашки турнир на Летњим олимпијским играма 1988. је четврти кошаркашки турнир на Олимпијским игарама у конкуренцији жена. Турнир је одржан у Сеулу у Јужној Кореји. На завршном турниру је учествовало укупно 8 репрезентација и одиграно је укупно 20 утакмица.

## Југославија
Југославији је ово било треће учешће на женском кошаркашком олимпијском турниру.
Репрезентација Југославије је на овом турниру заузела друго место. На пет утакмица СФРЈ је остварила три победе и два пораза, оба од олимпијског шампиона репрезентације САД. Југословенске репрезентативке су на пет утакмица постигле 326 а примиле су 344 поена. Просек постигнутих кошева Југославије је био 65,2 по утакмици према 68,8 примљених. Тренер, као и на претходним двема олимпијским играма је био Милан Васојевић. Јунак полуфиналног сусрета је била Анђелија Арбутина која је на тој утакмици против репрезентације Аустралије на 24 секунде пре краја и вођства Аустралије од 56:55 постигла кош и донела победу Југославији. У финалној утакмици Американке су победиле са седам кошева разлике, сусрет је био доста неизвестан, имајући у виду да је центар Југословенске репрезентације Разија Мујановић играла озбиљно повређена још од првог сусрета са екипом САД. Најбољи стрелац финала са 23 коша била је Данира Накић,.

## Земље учеснице турнира
На кошаркашком турниру је одиграно укупно 20 утакмица.
| - Аустралија - Бугарска - Југославија - Кина | - Јужна Кореја - Сједињене Америчке Државе - Совјетски Савез - Чехословачка |

## Резултати

### Група A
| Репрезентација     | Бод. | Ута. | Поб. | Изг. | К+  | К-  |
| 1. Аустралија      | 5    | 3    | 2    | 1    | 178 | 196 |
| 2. Совјетски Савез | 5    | 3    | 2    | 1    | 208 | 188 |
| 3. Бугарска        | 4    | 3    | 1    | 2    | 217 | 241 |
| 4. Јужна Кореја    | 4    | 3    | 1    | 2    | 244 | 222 |

| 19. септембар |       |              |
| Бугарска      | 62–91 | СССР         |
| Аустралија    | 55–91 | Јужна Кореја |
| 22. септембар |       |              |
| Јужна Кореја  | 66–69 | СССР         |
| Аустралија    | 63–57 | Бугарска     |
| 25. септембар |       |              |
| Бугарска      | 98–87 | Јужна Кореја |
| Аустралија    | 60–48 | СССР         |

#### Група Б
| Репрезентација      | Бод. | Ута. | Поб. | Изг. | К+  | К-  |
| 1. Сједињене Државе | 6    | 3    | 3    | 0    | 282 | 234 |
| 2. Југославија      | 5    | 3    | 2    | 1    | 199 | 211 |
| 3. Кина             | 4    | 3    | 1    | 2    | 200 | 214 |
| 4. Чехословачка     | 3    | 3    | 0    | 3    | 202 | 224 |

| 19. септембар |        |              |
| Чехословачка  | 81–87  | САД          |
| Кина          | 53–56  | Југославија  |
| 22. септембар |        |              |
| САД           | 101–74 | Југославија  |
| Кина          | 68–64  | Чехословачка |
| 25. септембар |        |              |
| Чехословачка  | 57–69  | Југославија  |
| Кина          | 79–94  | САД          |

### Финална фаза
|  | Полуфинале          | Полуфинале  |                     |    | Финале | Финале |
|  |                     |             |                     |    |        |        |
|  | 27. септембар 1988. |             |                     |    |        |        |
|  |                     |             |                     |    |        |        |
|  | Сједињене Државе    | 102         |                     |    |        |        |
|  | Сједињене Државе    | 102         | 29. септембар 1988. |    |        |        |
|  | Совјетски Савез     | 88          |                     |    |        |        |
|  | Совјетски Савез     | 88          | Сједињене Државе    | 77 |        |        |
|  | 27. септембар 1988. |             | Сједињене Државе    | 77 |        |        |
|  |                     | Југославија | 70                  |    |        |        |
|  | Аустралија          | Југославија | 70                  | 56 |        |        |
|  | Аустралија          |             |                     | 56 |        |        |
|  | Југославија         | 57          |                     |    |        |        |
|  | Југославија         | 57          | 3. место            |    |        |        |
|  |                     |             |                     |    |        |        |
|  | 28. септембар 1988. |             |                     |    |        |        |
|  |                     |             |                     |    |        |        |
|  | Совјетски Савез     | 68          |                     |    |        |        |
|  | Совјетски Савез     | 68          |                     |    |        |        |
|  | Аустралија          | 53          |                     |    |        |        |

|  | Класификација од 5. до 8. места | Класификација од 5. до 8. места |                     |     | 5. и 6. место | 5. и 6. место |
|  |                                 |                                 |                     |     |               |               |
|  | 27. септембар 1988.             |                                 |                     |     |               |               |
|  |                                 |                                 |                     |     |               |               |
|  | Бугарска                        | 81                              |                     |     |               |               |
|  | Бугарска                        | 81                              | 29. септембар 1988. |     |               |               |
|  | Чехословачка                    | 78                              |                     |     |               |               |
|  | Чехословачка                    | 78                              | Бугарска            | 102 |               |               |
|  | 27. септембар 1988.             |                                 | Бугарска            | 102 |               |               |
|  |                                 | Кина                            | 74                  |     |               |               |
|  | Кина                            | Кина                            | 74                  | 97  |               |               |
|  | Кина                            |                                 |                     | 97  |               |               |
|  | Јужна Кореја                    | 95                              |                     |     |               |               |
|  | Јужна Кореја                    | 95                              | 7. и 8. место       |     |               |               |
|  |                                 |                                 |                     |     |               |               |
|  | 28. септембар 1988.             |                                 |                     |     |               |               |
|  |                                 |                                 |                     |     |               |               |
|  | Чехословачка                    | 59                              |                     |     |               |               |
|  | Чехословачка                    | 59                              |                     |     |               |               |
|  | Јужна Кореја                    | 77                              |                     |     |               |               |

## Медаље
| · 2. место · Југославија · | · Олимпијски шампион · Сједињене Државе · 2. титула | · 3. место · Совјетски Савез · |

## Коначан пласман
| Поз.   | Репрезентација            |
| ------ | ------------------------- |
| Злато  | Сједињене Америчке Државе |
| Сребро | Југославија               |
| Бронза | Совјетски Савез           |
| 4      | Аустралија                |
| 5      | Бугарска                  |
| 6      | Кина                      |
| 7      | Јужна Кореја              |
| 8      | Чехословачка              |